# Josef Bzdok
Josef Bzdok (* 17. März 1938 in Hitlersee; † 29. November 2019) war ein deutscher Kunstschmied und Metallgestalter.

## Leben und Werk
Bzdok war das neunte Kind einer oberschlesischen Familie, die 1944 vor der anrückenden Sowjetarmee nach Deutschland floh. Er absolvierte eine Lehre als Schlosser und Schmied. 1966 bestand er die Prüfung als Schlossermeister und 1967 als Schweißermeister. 1966 erwarb er in Magdeburg eine Werkstatt und arbeitete in seinem Beruf. Zudem studierte an der Ingenieurschule Magdeburg. 1973 erhielt er das Diplom als Maschinenbau-Ingenieur. Im Jahr 1977 wurde ihm der in der DDR renommierte Titel Anerkannter Kunsthandwerker verliehen. Ab 1979 hatte er an der Hochschule für industrielle Formgestaltung Halle – Burg Giebichenstein einen Lehrauftrag für Schmiedetechniken.
Bzdok arbeitete unter der Firma Metallgestaltung und Metallbau Josef Bzdok GmbH. Er beteiligte sich an Staßfurter Metallgestalter-Symposien und an Internationalen Metallgestaltersymposien im Tobiashammer in Ohrdruf.
Er engagierte sich in seinem Berufsverband und in weiteren gesellschaftlichen Funktionen und veröffentlichte Arbeiten in der Fachpresse.

## Werke (Auswahl)

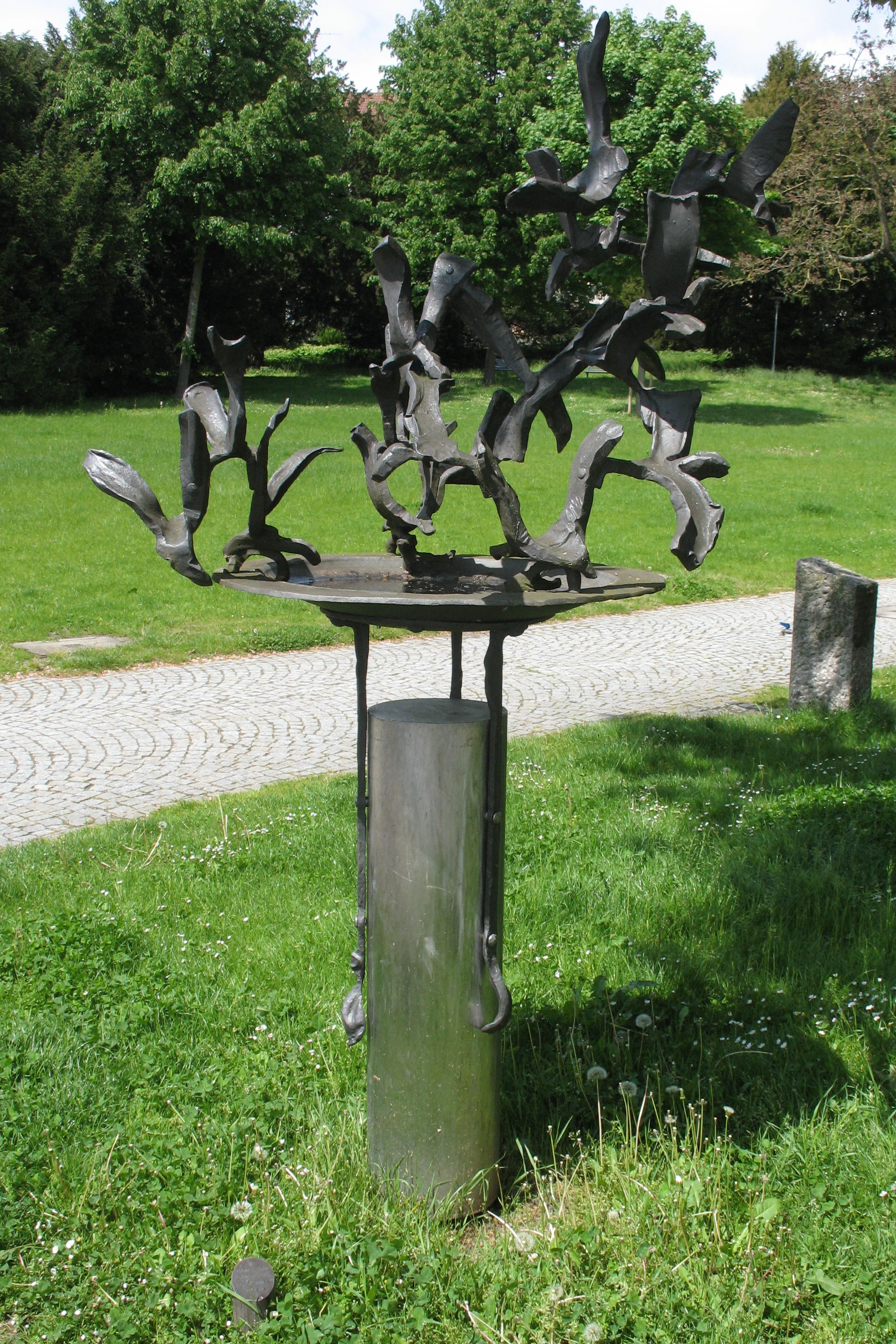
Vogelbrunnen im Stadtgarten in Friedrichshafen

- Orchideenbrunnen (1978; vormals Jena, Eichplatz; mit Detlef Reinemer und Joachim Kuhlmann; demontiert)[3]
- Torso (1981, Stahlblech, getrieben; auf der IX. Kunstausstellung der DDR)[4]
- Mahnmal für die jüdischen Opfer des Nazi-Regimes (1988, Edelstahl; Magdeburg, Max-Otten-Straße 198)[5]
- Menora (1988; Magdeburg, Trauerhalle des Israelitischer Friedhof Magdeburg)
- Skulptur (1999, Edelstahl; Weimar, UNESCO-Platz)[6]
- Skulptur (2000, Edelstahl; Biederitz, Kantorwiese)[7]
- Schneckenbrunnen (Düsenbrunnen, Edelstahl, Magdeburg, Goldschmiedebrücke)[8]
- Vogelbrunnen (um 1987; Friedrichshafen, Stadtgarten)

## Ausstellungen (unvollständig)

### Personalausstellungen
- 1989: Leipzig, Galerie Wort und Werk (mit Paul Zimmermann)
- 2011: Magdeburg, Technikmuseum
- postum 2023: Staßfurt, Stadt- und Bergbaumuseum („ArtSpur Bzdok“. mit Carlo und Peter Bzdok)

### Beteiligung an Ausstellungen
- 1982/1983: Dresden, IX. Kunstausstellung der DDR
- 1986/1987: Halle/Saale, Staatliche Galerie Moritzburg („Metallgestaltung in der DDR“)
- 1987: Friedrichshafen, Internationale Kunstschmiede-Ausstellung